# Campeonato Brasileiro de Futebol de 2003 - Série C
O Campeonato Brasileiro de Futebol - Série C de 2003 foi a 13.ª edição da terceira divisão do futebol brasileiro disputado entre 17 de Setembro e 7 de Dezembro. Seu regulamento era de: 93 times divididos em 19 grupos com 3 clubes e 9 grupos com 4 clubes na primeira fase, classificando-se os dois melhores de cada grupo para a segunda fase. Nas segundas, terceiras e quartas fases as equipes se enfrentavam em sistema eliminatório e os últimos 4 que sobravam disputariam uma fase de turno e returno cujos dois melhores subiam a Série B de 2004.
O campeão foi o Ituano de São Paulo, que subiu junto com o Santo André também de São Paulo.

## Primeira Fase
Grupo 1
| Tabela de classificação | Tabela de classificação | Tabela de classificação | Tabela de classificação | Tabela de classificação | Tabela de classificação | Tabela de classificação | Tabela de classificação | Tabela de classificação | Tabela de classificação |
| Time | Time                    | PG                      | J                       | V                       | E                       | D                       | GP                      | GC                      | SG                      |
| --- | ----------------------- | ----------------------- | ----------------------- | ----------------------- | ----------------------- | ----------------------- | ----------------------- | ----------------------- | ----------------------- |
| 1 | Nacional                | 14                      | 6                       | 4                       | 2                       | 0                       | 11                      | 5                       | +6                      |
| 2 | Rio Branco              | 11                      | 6                       | 3                       | 2                       | 1                       | 9                       | 6                       | +3                      |
| 3 | Rio Negro               | 4                       | 6                       | 1                       | 1                       | 4                       | 10                      | 12                      | -2                      |
| 4 | CFA                     | 4                       | 6                       | 1                       | 1                       | 4                       | 4                       | 11                      | -7                      |
| PG - pontos ganhos; J - jogos; V - vitórias; E - empates; D - derrotas; GP - gols pró; GC - gols contra; SG - saldo de gols |                         |                         |                         |                         |                         |                         |                         |                         |                         |

Grupo 2
| Tabela de classificação | Tabela de classificação | Tabela de classificação | Tabela de classificação | Tabela de classificação | Tabela de classificação | Tabela de classificação | Tabela de classificação | Tabela de classificação | Tabela de classificação |
| Time | Time                    | PG                      | J                       | V                       | E                       | D                       | GP                      | GC                      | SG                      |
| --- | ----------------------- | ----------------------- | ----------------------- | ----------------------- | ----------------------- | ----------------------- | ----------------------- | ----------------------- | ----------------------- |
| 1 | Atlético Roraima        | 9                       | 4                       | 3                       | 0                       | 1                       | 8                       | 6                       | +2                      |
| 2 | Tuna Luso               | 7                       | 4                       | 2                       | 1                       | 1                       | 4                       | 2                       | +2                      |
| 3 | Ypiranga                | 1                       | 4                       | 0                       | 1                       | 3                       | 4                       | 8                       | -4                      |
| PG - pontos ganhos; J - jogos; V - vitórias; E - empates; D - derrotas; GP - gols pró; GC - gols contra; SG - saldo de gols |                         |                         |                         |                         |                         |                         |                         |                         |                         |

Grupo 3
| Tabela de classificação | Tabela de classificação | Tabela de classificação | Tabela de classificação | Tabela de classificação | Tabela de classificação | Tabela de classificação | Tabela de classificação | Tabela de classificação | Tabela de classificação |
| Time | Time                    | PG                      | J                       | V                       | E                       | D                       | GP                      | GC                      | SG                      |
| --- | ----------------------- | ----------------------- | ----------------------- | ----------------------- | ----------------------- | ----------------------- | ----------------------- | ----------------------- | ----------------------- |
| 1 | Viana                   | 10                      | 4                       | 3                       | 1                       | 0                       | 3                       | 0                       | +3                      |
| 2 | Chapadinha              | 7                       | 4                       | 2                       | 1                       | 1                       | 3                       | 2                       | +1                      |
| 3 | Maranhão                | 0                       | 4                       | 0                       | 0                       | 4                       | 1                       | 5                       | -4                      |
| PG - pontos ganhos; J - jogos; V - vitórias; E - empates; D - derrotas; GP - gols pró; GC - gols contra; SG - saldo de gols |                         |                         |                         |                         |                         |                         |                         |                         |                         |

Grupo 4
| Tabela de classificação | Tabela de classificação | Tabela de classificação | Tabela de classificação | Tabela de classificação | Tabela de classificação | Tabela de classificação | Tabela de classificação | Tabela de classificação | Tabela de classificação |
| Time | Time                    | PG                      | J                       | V                       | E                       | D                       | GP                      | GC                      | SG                      |
| --- | ----------------------- | ----------------------- | ----------------------- | ----------------------- | ----------------------- | ----------------------- | ----------------------- | ----------------------- | ----------------------- |
| 1 | Imperatriz              | 9                       | 4                       | 3                       | 0                       | 1                       | 6                       | 3                       | +3                      |
| 2 | Sampaio Corrêa          | 4                       | 4                       | 1                       | 1                       | 2                       | 3                       | 4                       | -1                      |
| 3 | Santa Inês              | 4                       | 4                       | 1                       | 1                       | 2                       | 4                       | 6                       | -2                      |
| PG - pontos ganhos; J - jogos; V - vitórias; E - empates; D - derrotas; GP - gols pró; GC - gols contra; SG - saldo de gols |                         |                         |                         |                         |                         |                         |                         |                         |                         |

Grupo 5
| Tabela de classificação | Tabela de classificação | Tabela de classificação | Tabela de classificação | Tabela de classificação | Tabela de classificação | Tabela de classificação | Tabela de classificação | Tabela de classificação | Tabela de classificação |
| Time | Time                    | PG                      | J                       | V                       | E                       | D                       | GP                      | GC                      | SG                      |
| --- | ----------------------- | ----------------------- | ----------------------- | ----------------------- | ----------------------- | ----------------------- | ----------------------- | ----------------------- | ----------------------- |
| 1 | Flamengo                | 9                       | 4                       | 3                       | 0                       | 1                       | 7                       | 2                       | +5                      |
| 2 | River                   | 6                       | 4                       | 2                       | 0                       | 2                       | 5                       | 3                       | +2                      |
| 3 | Caxiense                | 3                       | 4                       | 1                       | 0                       | 3                       | 1                       | 8                       | -7                      |
| | Parnahyba SC            | Desistiu de competir.   | Desistiu de competir.   | Desistiu de competir.   | Desistiu de competir.   | Desistiu de competir.   | Desistiu de competir.   | Desistiu de competir.   | Desistiu de competir.   |
| PG - pontos ganhos; J - jogos; V - vitórias; E - empates; D - derrotas; GP - gols pró; GC - gols contra; SG - saldo de gols |                         |                         |                         |                         |                         |                         |                         |                         |                         |

Grupo 6
| Tabela de classificação | Tabela de classificação | Tabela de classificação | Tabela de classificação | Tabela de classificação | Tabela de classificação | Tabela de classificação | Tabela de classificação | Tabela de classificação | Tabela de classificação |
| Time | Time                    | PG                      | J                       | V                       | E                       | D                       | GP                      | GC                      | SG                      |
| --- | ----------------------- | ----------------------- | ----------------------- | ----------------------- | ----------------------- | ----------------------- | ----------------------- | ----------------------- | ----------------------- |
| 1 | Itapipoca               | 7                       | 4                       | 2                       | 1                       | 1                       | 5                       | 6                       | -1                      |
| 2 | Guarany                 | 6                       | 4                       | 1                       | 3                       | 0                       | 4                       | 1                       | +3                      |
| 3 | Ferroviário             | 2                       | 4                       | 0                       | 2                       | 2                       | 4                       | 6                       | -2                      |
| PG - pontos ganhos; J - jogos; V - vitórias; E - empates; D - derrotas; GP - gols pró; GC - gols contra; SG - saldo de gols |                         |                         |                         |                         |                         |                         |                         |                         |                         |

Grupo 7
| Tabela de classificação | Tabela de classificação | Tabela de classificação | Tabela de classificação | Tabela de classificação | Tabela de classificação | Tabela de classificação | Tabela de classificação | Tabela de classificação | Tabela de classificação |
| Time | Time                    | PG                      | J                       | V                       | E                       | D                       | GP                      | GC                      | SG                      |
| --- | ----------------------- | ----------------------- | ----------------------- | ----------------------- | ----------------------- | ----------------------- | ----------------------- | ----------------------- | ----------------------- |
| 1 | ABC                     | 7                       | 4                       | 2                       | 1                       | 1                       | 4                       | 4                       | 0                       |
| 2 | Campinense              | 6                       | 4                       | 2                       | 0                       | 2                       | 6                       | 5                       | +1                      |
| 3 | São Gonçalo FC          | 4                       | 4                       | 1                       | 1                       | 2                       | 4                       | 5                       | -1                      |
| PG - pontos ganhos; J - jogos; V - vitórias; E - empates; D - derrotas; GP - gols pró; GC - gols contra; SG - saldo de gols |                         |                         |                         |                         |                         |                         |                         |                         |                         |

Grupo 8
| Tabela de classificação | Tabela de classificação | Tabela de classificação | Tabela de classificação | Tabela de classificação | Tabela de classificação | Tabela de classificação | Tabela de classificação | Tabela de classificação | Tabela de classificação |
| Time | Time                    | PG                      | J                       | V                       | E                       | D                       | GP                      | GC                      | SG                      |
| --- | ----------------------- | ----------------------- | ----------------------- | ----------------------- | ----------------------- | ----------------------- | ----------------------- | ----------------------- | ----------------------- |
| 1 | Treze                   | 7                       | 4                       | 2                       | 1                       | 1                       | 4                       | 5                       | -1                      |
| 2 | ASA                     | 5                       | 4                       | 1                       | 2                       | 1                       | 4                       | 4                       | 0                       |
| 3 | Central                 | 4                       | 4                       | 1                       | 1                       | 2                       | 5                       | 4                       | +1                      |
| PG - pontos ganhos; J - jogos; V - vitórias; E - empates; D - derrotas; GP - gols pró; GC - gols contra; SG - saldo de gols |                         |                         |                         |                         |                         |                         |                         |                         |                         |

Grupo 9
| Tabela de classificação | Tabela de classificação | Tabela de classificação | Tabela de classificação | Tabela de classificação | Tabela de classificação | Tabela de classificação | Tabela de classificação | Tabela de classificação | Tabela de classificação |
| Time | Time                    | PG                      | J                       | V                       | E                       | D                       | GP                      | GC                      | SG                      |
| --- | ----------------------- | ----------------------- | ----------------------- | ----------------------- | ----------------------- | ----------------------- | ----------------------- | ----------------------- | ----------------------- |
| 1 | Botafogo                | 9                       | 4                       | 3                       | 0                       | 1                       | 6                       | 3                       | +3                      |
| 2 | Sousa                   | 9                       | 4                       | 3                       | 0                       | 1                       | 4                       | 2                       | +2                      |
| 3 | Corinthians             | 0                       | 4                       | 0                       | 0                       | 4                       | 1                       | 6                       | -5                      |
| PG - pontos ganhos; J - jogos; V - vitórias; E - empates; D - derrotas; GP - gols pró; GC - gols contra; SG - saldo de gols |                         |                         |                         |                         |                         |                         |                         |                         |                         |

Grupo 10
| Tabela de classificação | Tabela de classificação | Tabela de classificação | Tabela de classificação | Tabela de classificação | Tabela de classificação | Tabela de classificação | Tabela de classificação | Tabela de classificação | Tabela de classificação |
| Time | Time                    | PG                      | J                       | V                       | E                       | D                       | GP                      | GC                      | SG                      |
| --- | ----------------------- | ----------------------- | ----------------------- | ----------------------- | ----------------------- | ----------------------- | ----------------------- | ----------------------- | ----------------------- |
| 1 | Sergipe                 | 7                       | 4                       | 2                       | 1                       | 1                       | 5                       | 4                       | +1                      |
| 2 | CSA                     | 5                       | 4                       | 1                       | 2                       | 1                       | 8                       | 8                       | 0                       |
| 3 | Catuense                | 4                       | 4                       | 1                       | 1                       | 2                       | 6                       | 7                       | -1                      |
| PG - pontos ganhos; J - jogos; V - vitórias; E - empates; D - derrotas; GP - gols pró; GC - gols contra; SG - saldo de gols |                         |                         |                         |                         |                         |                         |                         |                         |                         |

Grupo 11
| Tabela de classificação | Tabela de classificação | Tabela de classificação | Tabela de classificação | Tabela de classificação | Tabela de classificação | Tabela de classificação | Tabela de classificação | Tabela de classificação | Tabela de classificação |
| Time | Time                    | PG                      | J                       | V                       | E                       | D                       | GP                      | GC                      | SG                      |
| --- | ----------------------- | ----------------------- | ----------------------- | ----------------------- | ----------------------- | ----------------------- | ----------------------- | ----------------------- | ----------------------- |
| 1 | Juazeiro                | 12                      | 6                       | 4                       | 0                       | 2                       | 10                      | 4                       | +6                      |
| 2 | Confiança               | 12                      | 6                       | 4                       | 0                       | 2                       | 6                       | 5                       | +1                      |
| 3 | Itabaiana               | 7                       | 6                       | 2                       | 1                       | 3                       | 6                       | 6                       | 0                       |
| 4 | Lagartense              | 4                       | 6                       | 1                       | 1                       | 3                       | 4                       | 11                      | -7                      |
| PG - pontos ganhos; J - jogos; V - vitórias; E - empates; D - derrotas; GP - gols pró; GC - gols contra; SG - saldo de gols |                         |                         |                         |                         |                         |                         |                         |                         |                         |

Grupo 12
| Tabela de classificação | Tabela de classificação | Tabela de classificação | Tabela de classificação | Tabela de classificação | Tabela de classificação | Tabela de classificação | Tabela de classificação | Tabela de classificação | Tabela de classificação |
| Time | Time                    | PG                      | J                       | V                       | E                       | D                       | GP                      | GC                      | SG                      |
| --- | ----------------------- | ----------------------- | ----------------------- | ----------------------- | ----------------------- | ----------------------- | ----------------------- | ----------------------- | ----------------------- |
| 1 | Comercial               | 11                      | 6                       | 3                       | 2                       | 1                       | 5                       | 6                       | -1                      |
| 2 | CENE                    | 9                       | 6                       | 2                       | 3                       | 1                       | 4                       | 3                       | +1                      |
| 3 | Operário                | 8                       | 6                       | 2                       | 2                       | 2                       | 6                       | 5                       | +1                      |
| 4 | Taveirópolis            | 4                       | 6                       | 1                       | 1                       | 4                       | 8                       | 9                       | -1                      |
| PG - pontos ganhos; J - jogos; V - vitórias; E - empates; D - derrotas; GP - gols pró; GC - gols contra; SG - saldo de gols |                         |                         |                         |                         |                         |                         |                         |                         |                         |

Grupo 13
| Tabela de classificação | Tabela de classificação | Tabela de classificação | Tabela de classificação | Tabela de classificação | Tabela de classificação | Tabela de classificação | Tabela de classificação | Tabela de classificação | Tabela de classificação |
| Time | Time                    | PG                      | J                       | V                       | E                       | D                       | GP                      | GC                      | SG                      |
| --- | ----------------------- | ----------------------- | ----------------------- | ----------------------- | ----------------------- | ----------------------- | ----------------------- | ----------------------- | ----------------------- |
| 1 | Cuiabá                  | 7                       | 4                       | 2                       | 1                       | 1                       | 6                       | 5                       | +1                      |
| 2 | Chapadão                | 5                       | 4                       | 1                       | 2                       | 1                       | 2                       | 1                       | +1                      |
| 3 | Jaciara                 | 4                       | 4                       | 1                       | 1                       | 2                       | 5                       | 7                       | -2                      |
| PG - pontos ganhos; J - jogos; V - vitórias; E - empates; D - derrotas; GP - gols pró; GC - gols contra; SG - saldo de gols |                         |                         |                         |                         |                         |                         |                         |                         |                         |

Grupo 14
| Tabela de classificação | Tabela de classificação | Tabela de classificação | Tabela de classificação | Tabela de classificação | Tabela de classificação | Tabela de classificação | Tabela de classificação | Tabela de classificação | Tabela de classificação |
| Time | Time                    | PG                      | J                       | V                       | E                       | D                       | GP                      | GC                      | SG                      |
| --- | ----------------------- | ----------------------- | ----------------------- | ----------------------- | ----------------------- | ----------------------- | ----------------------- | ----------------------- | ----------------------- |
| 1 | Tocantinópolis          | 7                       | 4                       | 2                       | 1                       | 1                       | 10                      | 8                       | +2                      |
| 2 | Palmas                  | 7                       | 4                       | 2                       | 1                       | 1                       | 10                      | 9                       | +1                      |
| 3 | Anápolis                | 2                       | 4                       | 0                       | 2                       | 2                       | 7                       | 10                      | -3                      |
| PG - pontos ganhos; J - jogos; V - vitórias; E - empates; D - derrotas; GP - gols pró; GC - gols contra; SG - saldo de gols |                         |                         |                         |                         |                         |                         |                         |                         |                         |

Grupo 15
| Tabela de classificação | Tabela de classificação | Tabela de classificação | Tabela de classificação | Tabela de classificação | Tabela de classificação | Tabela de classificação | Tabela de classificação | Tabela de classificação | Tabela de classificação |
| Time | Time                    | PG                      | J                       | V                       | E                       | D                       | GP                      | GC                      | SG                      |
| --- | ----------------------- | ----------------------- | ----------------------- | ----------------------- | ----------------------- | ----------------------- | ----------------------- | ----------------------- | ----------------------- |
| 1 | CFZ                     | 10                      | 4                       | 3                       | 1                       | 0                       | 6                       | 2                       | +4                      |
| 2 | Atlético                | 5                       | 4                       | 1                       | 2                       | 1                       | 6                       | 6                       | 0                       |
| 3 | Goiatuba                | 1                       | 4                       | 0                       | 1                       | 3                       | 3                       | 7                       | -4                      |
| PG - pontos ganhos; J - jogos; V - vitórias; E - empates; D - derrotas; GP - gols pró; GC - gols contra; SG - saldo de gols |                         |                         |                         |                         |                         |                         |                         |                         |                         |

Grupo 16
| Tabela de classificação | Tabela de classificação | Tabela de classificação | Tabela de classificação | Tabela de classificação | Tabela de classificação | Tabela de classificação | Tabela de classificação | Tabela de classificação | Tabela de classificação |
| Time | Time                    | PG                      | J                       | V                       | E                       | D                       | GP                      | GC                      | SG                      |
| --- | ----------------------- | ----------------------- | ----------------------- | ----------------------- | ----------------------- | ----------------------- | ----------------------- | ----------------------- | ----------------------- |
| 1 | Ituiutaba               | 7                       | 4                       | 2                       | 1                       | 1                       | 5                       | 5                       | 0                       |
| 2 | Uberlândia              | 5                       | 4                       | 1                       | 2                       | 1                       | 4                       | 4                       | 0                       |
| 3 | Francana                | 4                       | 4                       | 1                       | 1                       | 2                       | 4                       | 4                       | 0                       |
| PG - pontos ganhos; J - jogos; V - vitórias; E - empates; D - derrotas; GP - gols pró; GC - gols contra; SG - saldo de gols |                         |                         |                         |                         |                         |                         |                         |                         |                         |

Grupo 17
| Tabela de classificação | Tabela de classificação | Tabela de classificação | Tabela de classificação | Tabela de classificação | Tabela de classificação | Tabela de classificação | Tabela de classificação | Tabela de classificação | Tabela de classificação |
| Time | Time                    | PG                      | J                       | V                       | E                       | D                       | GP                      | GC                      | SG                      |
| --- | ----------------------- | ----------------------- | ----------------------- | ----------------------- | ----------------------- | ----------------------- | ----------------------- | ----------------------- | ----------------------- |
| 1 | Bragantino              | 7                       | 4                       | 2                       | 1                       | 1                       | 6                       | 5                       | +1                      |
| 2 | Rio Branco              | 6                       | 4                       | 2                       | 0                       | 2                       | 6                       | 5                       | +1                      |
| 3 | Uberaba                 | 4                       | 4                       | 1                       | 1                       | 2                       | 3                       | 5                       | -2                      |
| | Guaxupé                 | Desistiu de competir.   | Desistiu de competir.   | Desistiu de competir.   | Desistiu de competir.   | Desistiu de competir.   | Desistiu de competir.   | Desistiu de competir.   | Desistiu de competir.   |
| PG - pontos ganhos; J - jogos; V - vitórias; E - empates; D - derrotas; GP - gols pró; GC - gols contra; SG - saldo de gols |                         |                         |                         |                         |                         |                         |                         |                         |                         |

Grupo 18
| Tabela de classificação | Tabela de classificação | Tabela de classificação | Tabela de classificação | Tabela de classificação | Tabela de classificação | Tabela de classificação | Tabela de classificação | Tabela de classificação | Tabela de classificação |
| Time | Time                    | PG                      | J                       | V                       | E                       | D                       | GP                      | GC                      | SG                      |
| --- | ----------------------- | ----------------------- | ----------------------- | ----------------------- | ----------------------- | ----------------------- | ----------------------- | ----------------------- | ----------------------- |
| 1 | Ipatinga                | 13                      | 6                       | 4                       | 1                       | 1                       | 10                      | 2                       | +8                      |
| 2 | Estrela do Norte        | 13                      | 6                       | 4                       | 1                       | 1                       | 6                       | 5                       | +1                      |
| 3 | Desportiva              | 7                       | 6                       | 2                       | 1                       | 3                       | 9                       | 9                       | 0                       |
| 4 | Villa Nova              | 1                       | 6                       | 0                       | 1                       | 5                       | 2                       | 11                      | -9                      |
| PG - pontos ganhos; J - jogos; V - vitórias; E - empates; D - derrotas; GP - gols pró; GC - gols contra; SG - saldo de gols |                         |                         |                         |                         |                         |                         |                         |                         |                         |

Grupo 19
| Tabela de classificação | Tabela de classificação | Tabela de classificação | Tabela de classificação | Tabela de classificação | Tabela de classificação | Tabela de classificação | Tabela de classificação | Tabela de classificação | Tabela de classificação |
| Time | Time                    | PG                      | J                       | V                       | E                       | D                       | GP                      | GC                      | SG                      |
| --- | ----------------------- | ----------------------- | ----------------------- | ----------------------- | ----------------------- | ----------------------- | ----------------------- | ----------------------- | ----------------------- |
| 1 | Tupi                    | 10                      | 6                       | 3                       | 1                       | 2                       | 9                       | 5                       | +4                      |
| 2 | Goytacaz                | 10                      | 6                       | 3                       | 1                       | 2                       | 8                       | 6                       | +2                      |
| 3 | Rio Branco              | 10                      | 6                       | 3                       | 1                       | 2                       | 8                       | 8                       | 0                       |
| 4 | Serra                   | 3                       | 6                       | 0                       | 3                       | 3                       | 2                       | 8                       | -6                      |
| PG - pontos ganhos; J - jogos; V - vitórias; E - empates; D - derrotas; GP - gols pró; GC - gols contra; SG - saldo de gols |                         |                         |                         |                         |                         |                         |                         |                         |                         |

Grupo 20
| Tabela de classificação | Tabela de classificação | Tabela de classificação | Tabela de classificação | Tabela de classificação | Tabela de classificação | Tabela de classificação | Tabela de classificação | Tabela de classificação | Tabela de classificação |
| Time | Time                    | PG                      | J                       | V                       | E                       | D                       | GP                      | GC                      | SG                      |
| --- | ----------------------- | ----------------------- | ----------------------- | ----------------------- | ----------------------- | ----------------------- | ----------------------- | ----------------------- | ----------------------- |
| 1 | Americano               | 16                      | 6                       | 5                       | 1                       | 0                       | 15                      | 6                       | +9                      |
| 2 | Macaé                   | 10                      | 6                       | 3                       | 1                       | 2                       | 7                       | 6                       | +1                      |
| 3 | Portuguesa              | 8                       | 6                       | 2                       | 2                       | 2                       | 10                      | 10                      | 0                       |
| 4 | Rio Branco              | 0                       | 6                       | 0                       | 0                       | 6                       | 5                       | 15                      | -10                     |
| PG - pontos ganhos; J - jogos; V - vitórias; E - empates; D - derrotas; GP - gols pró; GC - gols contra; SG - saldo de gols |                         |                         |                         |                         |                         |                         |                         |                         |                         |

Grupo 21
| Tabela de classificação | Tabela de classificação | Tabela de classificação | Tabela de classificação | Tabela de classificação | Tabela de classificação | Tabela de classificação | Tabela de classificação | Tabela de classificação | Tabela de classificação |
| Time | Time                    | PG                      | J                       | V                       | E                       | D                       | GP                      | GC                      | SG                      |
| --- | ----------------------- | ----------------------- | ----------------------- | ----------------------- | ----------------------- | ----------------------- | ----------------------- | ----------------------- | ----------------------- |
| 1 | Cabofriense             | 11                      | 6                       | 3                       | 2                       | 1                       | 9                       | 6                       | +4                      |
| 2 | Olaria                  | 11                      | 6                       | 3                       | 2                       | 1                       | 8                       | 5                       | +3                      |
| 3 | America                 | 7                       | 6                       | 2                       | 1                       | 3                       | 5                       | 7                       | -3                      |
| 4 | Bangu                   | 3                       | 6                       | 0                       | 3                       | 3                       | 4                       | 8                       | -4                      |
| PG - pontos ganhos; J - jogos; V - vitórias; E - empates; D - derrotas; GP - gols pró; GC - gols contra; SG - saldo de gols |                         |                         |                         |                         |                         |                         |                         |                         |                         |

Grupo 22
| Tabela de classificação | Tabela de classificação | Tabela de classificação | Tabela de classificação | Tabela de classificação | Tabela de classificação | Tabela de classificação | Tabela de classificação | Tabela de classificação | Tabela de classificação |
| Time | Time                    | PG                      | J                       | V                       | E                       | D                       | GP                      | GC                      | SG                      |
| --- | ----------------------- | ----------------------- | ----------------------- | ----------------------- | ----------------------- | ----------------------- | ----------------------- | ----------------------- | ----------------------- |
| 1 | Friburguense            | 8                       | 4                       | 2                       | 2                       | 0                       | 6                       | 3                       | +3                      |
| 2 | Volta Redonda           | 5                       | 4                       | 1                       | 2                       | 1                       | 7                       | 4                       | +3                      |
| 3 | Portuguesa Santista     | 3                       | 4                       | 1                       | 0                       | 3                       | 1                       | 7                       | -6                      |
| PG - pontos ganhos; J - jogos; V - vitórias; E - empates; D - derrotas; GP - gols pró; GC - gols contra; SG - saldo de gols |                         |                         |                         |                         |                         |                         |                         |                         |                         |

Grupo 23
| Tabela de classificação | Tabela de classificação | Tabela de classificação | Tabela de classificação | Tabela de classificação | Tabela de classificação | Tabela de classificação | Tabela de classificação | Tabela de classificação | Tabela de classificação |
| Time | Time                    | PG                      | J                       | V                       | E                       | D                       | GP                      | GC                      | SG                      |
| --- | ----------------------- | ----------------------- | ----------------------- | ----------------------- | ----------------------- | ----------------------- | ----------------------- | ----------------------- | ----------------------- |
| 1 | Sertãozinho             | 8                       | 4                       | 2                       | 2                       | 0                       | 7                       | 4                       | +3                      |
| 2 | Botafogo                | 5                       | 4                       | 1                       | 2                       | 1                       | 3                       | 4                       | -1                      |
| 3 | Comercial               | 2                       | 4                       | 0                       | 2                       | 2                       | 4                       | 6                       | -2                      |
| PG - pontos ganhos; J - jogos; V - vitórias; E - empates; D - derrotas; GP - gols pró; GC - gols contra; SG - saldo de gols |                         |                         |                         |                         |                         |                         |                         |                         |                         |

Grupo 24
| Tabela de classificação | Tabela de classificação | Tabela de classificação | Tabela de classificação | Tabela de classificação | Tabela de classificação | Tabela de classificação | Tabela de classificação | Tabela de classificação | Tabela de classificação |
| Time | Time                    | PG                      | J                       | V                       | E                       | D                       | GP                      | GC                      | SG                      |
| --- | ----------------------- | ----------------------- | ----------------------- | ----------------------- | ----------------------- | ----------------------- | ----------------------- | ----------------------- | ----------------------- |
| 1 | Atlético Sorocaba       | 9                       | 4                       | 3                       | 0                       | 1                       | 5                       | 1                       | +4                      |
| 2 | Santo André             | 4                       | 4                       | 1                       | 1                       | 2                       | 2                       | 3                       | -1                      |
| 3 | Rio Branco              | 4                       | 4                       | 1                       | 1                       | 2                       | 2                       | 5                       | -3                      |
| PG - pontos ganhos; J - jogos; V - vitórias; E - empates; D - derrotas; GP - gols pró; GC - gols contra; SG - saldo de gols |                         |                         |                         |                         |                         |                         |                         |                         |                         |

Grupo 25
| Tabela de classificação | Tabela de classificação | Tabela de classificação | Tabela de classificação | Tabela de classificação | Tabela de classificação | Tabela de classificação | Tabela de classificação | Tabela de classificação | Tabela de classificação |
| Time | Time                    | PG                      | J                       | V                       | E                       | D                       | GP                      | GC                      | SG                      |
| --- | ----------------------- | ----------------------- | ----------------------- | ----------------------- | ----------------------- | ----------------------- | ----------------------- | ----------------------- | ----------------------- |
| 1 | Internacional           | 7                       | 4                       | 2                       | 1                       | 1                       | 5                       | 3                       | +2                      |
| 2 | Ituano                  | 6                       | 4                       | 2                       | 0                       | 2                       | 3                       | 4                       | -1                      |
| 3 | XV de Novembro          | 4                       | 4                       | 1                       | 1                       | 2                       | 2                       | 3                       | -1                      |
| PG - pontos ganhos; J - jogos; V - vitórias; E - empates; D - derrotas; GP - gols pró; GC - gols contra; SG - saldo de gols |                         |                         |                         |                         |                         |                         |                         |                         |                         |

Grupo 26
| Tabela de classificação | Tabela de classificação | Tabela de classificação | Tabela de classificação | Tabela de classificação | Tabela de classificação | Tabela de classificação | Tabela de classificação | Tabela de classificação | Tabela de classificação |
| Time | Time                    | PG                      | J                       | V                       | E                       | D                       | GP                      | GC                      | SG                      |
| --- | ----------------------- | ----------------------- | ----------------------- | ----------------------- | ----------------------- | ----------------------- | ----------------------- | ----------------------- | ----------------------- |
| 1 | União Barbarense        | 12                      | 6                       | 3                       | 3                       | 0                       | 8                       | 4                       | +4                      |
| 2 | União Bandeirante       | 11                      | 6                       | 3                       | 2                       | 1                       | 6                       | 5                       | +1                      |
| 3 | Grêmio Maringá          | 5                       | 6                       | 1                       | 2                       | 3                       | 7                       | 8                       | -1                      |
| 4 | Iraty                   | 4                       | 6                       | 1                       | 1                       | 4                       | 5                       | 9                       | -4                      |
| PG - pontos ganhos; J - jogos; V - vitórias; E - empates; D - derrotas; GP - gols pró; GC - gols contra; SG - saldo de gols |                         |                         |                         |                         |                         |                         |                         |                         |                         |

Grupo 27
| Tabela de classificação | Tabela de classificação | Tabela de classificação | Tabela de classificação | Tabela de classificação | Tabela de classificação | Tabela de classificação | Tabela de classificação | Tabela de classificação | Tabela de classificação |
| Time | Time                    | PG                      | J                       | V                       | E                       | D                       | GP                      | GC                      | SG                      |
| --- | ----------------------- | ----------------------- | ----------------------- | ----------------------- | ----------------------- | ----------------------- | ----------------------- | ----------------------- | ----------------------- |
| 1 | Caxias FC               | 6                       | 4                       | 1                       | 3                       | 0                       | 6                       | 5                       | +1                      |
| 2 | Ulbra                   | 4                       | 4                       | 0                       | 4                       | 0                       | 4                       | 4                       | 0                       |
| 3 | Marcílio Dias           | 3                       | 4                       | 0                       | 3                       | 1                       | 3                       | 4                       | -1                      |
| PG - pontos ganhos; J - jogos; V - vitórias; E - empates; D - derrotas; GP - gols pró; GC - gols contra; SG - saldo de gols |                         |                         |                         |                         |                         |                         |                         |                         |                         |

Grupo 28
| Tabela de classificação | Tabela de classificação | Tabela de classificação | Tabela de classificação | Tabela de classificação | Tabela de classificação | Tabela de classificação | Tabela de classificação | Tabela de classificação | Tabela de classificação |
| Time | Time                    | PG                      | J                       | V                       | E                       | D                       | GP                      | GC                      | SG                      |
| --- | ----------------------- | ----------------------- | ----------------------- | ----------------------- | ----------------------- | ----------------------- | ----------------------- | ----------------------- | ----------------------- |
| 1 | RS Futebol              | 13                      | 6                       | 4                       | 1                       | 1                       | 14                      | 6                       | +8                      |
| 2 | Pelotas                 | 11                      | 6                       | 3                       | 2                       | 1                       | 5                       | 6                       | -1                      |
| 3 | São José                | 7                       | 6                       | 2                       | 1                       | 3                       | 5                       | 7                       | -2                      |
| 4 | Brasil                  | 2                       | 6                       | 0                       | 2                       | 4                       | 7                       | 12                      | -5                      |
| PG - pontos ganhos; J - jogos; V - vitórias; E - empates; D - derrotas; GP - gols pró; GC - gols contra; SG - saldo de gols |                         |                         |                         |                         |                         |                         |                         |                         |                         |

## Segunda Fase
| Equipe 1            | Total       | Equipe 2          | 1.º jogo | 2.º jogo |
| ------------------- | ----------- | ----------------- | -------- | -------- |
| Tuna Luso           | 1–0         | Nacional-AM       | 1–0      | 0–0      |
| Atlético Goianiense | 3–3 (3–4 p) | Ituiutaba         | 2–1      | 1–2      |
| Rio Branco-MG       | 4–1         | Ipatinga          | 1–1      | 3–0      |
| Santo André         | 6–3         | Sertãozinho       | 4–0      | 2–3      |
| Sampaio Corrêa      | 1–3         | Viana             | 0–2      | 1–1      |
| Chapadinha          | 2–3         | Imperatriz        | 1–1      | 1–2      |
| Guarany de Sobral   | 4–3         | Flamengo-PI       | 3–2      | 1–1      |
| River-PI            | 0–1         | Itapipoca         | 0–0      | 0–1      |
| Campinense          | 4–2         | Treze             | 3–0      | 1–2      |
| ASA                 | 3–2         | ABC               | 3–2      | 0–0      |
| CSA                 | 3–4         | Botafogo-PB       | 1–2      | 2–2      |
| Sousa               | 3–5         | Sergipe           | 3–2      | 0–3      |
| CENE                | 2–2 (4–1 p) | Juazeiro          | 2–0      | 0–2      |
| Palmas              | 4–4 (4–2 p) | Cuiabá            | 3–1      | 1–3      |
| SERC                | 3–3 (gf)    | Tocantinópolis    | 1–0      | 2–3      |
| Uberlândia          | 0–6         | CFZ de Brasília   | 0–3      | 0–3      |
| Estrela do Norte    | 2–4         | Bragantino        | 2–2      | 0–2      |
| Macaé               | 2–3         | Tupi              | 1–1      | 1–2      |
| Goytacaz            | Abd**       | Americano         | 1–0      | Abd**    |
| Volta Redonda       | 0–1         | Cabofriense       | 0–1      | 0–0      |
| Olaria              | 2–0         | Friburguense      | 1–0      | 1–0      |
| Botafogo-SP         | 3–1         | Atlético Sorocaba | 2–0      | 1–1      |
| União Bandeirante   | 2–1         | Inter de Limeira  | 2–0      | 0–1      |
| Pelotas             | 5–5 (gf)    | Caxias-SC         | 3–1      | 2–4      |
| Ulbra               | 1–3         | RS Futebol        | 0–1      | 1–2      |
| Rio Branco-AC       | 4–1         | Atlético Roraima  | 1–0      | 3–1      |
| Ituano              | 3–3 (gf)    | União Barbarense  | 2–0      | 1–3      |
| Confiança           | 4–1         | Comercial-MS      | 3–1      | 1–0      |

** Partida abandonada após o Goytacaz ficar com menos de 7 atletas em campo. O Americano herdou os pontos do jogo e a classificação.

## Terceira Fase
| Equipe 1          | Total       | Equipe 2          | 1.º jogo | 2.º jogo |
| ----------------- | ----------- | ----------------- | -------- | -------- |
| Tuna Luso         | 2–0         | Rio Branco-AC     | 2–0      | 0–0      |
| Imperatriz        | 5–3         | Viana             | 3–1      | 2–2      |
| Guarany de Sobral | 2–4         | Itapipoca         | 1–1      | 1–3      |
| ASA               | 0–3         | Campinense        | 0–1      | 0–2      |
| Sergipe           | 2–4         | Botafogo-PB       | 0–0      | 2–4      |
| Palmas            | 2–2 (gf)    | SERC              | 0–0      | 2–2      |
| CFZ de Brasília   | 3–1         | Ituiutaba         | 1–1      | 2–0      |
| Bragantino        | 3–1         | Rio Branco-MG     | 1–0      | 2–1      |
| Olaria            | 3–4         | Cabofriense       | 1–3      | 2–1      |
| Santo André       | 4–1         | Botafogo-SP       | 4–0      | 0–1      |
| Ituano            | 4–2         | União Bandeirante | 3–2      | 1–0      |
| RS Futebol        | 1–0         | Pelotas           | 1–0      | 0–0      |
| Tupi              | 5–3         | Americano         | 5–2      | 0–1      |
| CENE              | 2–2 (8–9 p) | Confiança         | 2–0      | 0–2      |

## Quarta Fase
| Equipe 1    | Total       | Equipe 2        | 1.º jogo | 2.º jogo |
| ----------- | ----------- | --------------- | -------- | -------- |
| Tuna Luso   | 2–1         | Imperatriz      | 2–0      | 0–1      |
| Campinense  | 2–2 (gf)    | Itapipoca       | 1–0      | 1–2      |
| Palmas      | 2–0         | CFZ de Brasília | 1–0      | 1–0      |
| Bragantino  | 3–2         | Tupi            | 3–1      | 0–1      |
| Cabofriense | 3–3 (2–4 p) | Santo André     | 1–2      | 2–1      |
| Ituano      | 4–4 (4–3 p) | RS Futebol**    | 3–1      | 1–3      |
| Botafogo-PB | 6–1         | Confiança       | 2–0      | 4–1      |

** RS Futebol se classificou por ter a melhor campanha (incluindo todas as fases) entre os perdedores desta fase.

## Quinta Fase
| Equipe 1    | Total | Equipe 2   | 1.º jogo | 2.º jogo |
| ----------- | ----- | ---------- | -------- | -------- |
| Campinense  | 7–2   | Tuna Luso  | 4–1      | 3–1      |
| Botafogo-PB | 6–4   | Palmas     | 5–2      | 1–2      |
| Santo André | 5–4   | Bragantino | 4–1      | 1–3      |
| RS Futebol  | 3–4   | Ituano     | 2–1      | 1–3      |

## Campeão
| Campeão Brasileiro de 2003 (Série C) |
| São Paulo                            |
| ------------------------------------ |
| Ituano Futebol Clube (1º título)     |

## Classificação Geral
| Tabela de classificação | Tabela de classificação | Tabela de classificação   | Tabela de classificação   | Tabela de classificação   | Tabela de classificação   | Tabela de classificação   | Tabela de classificação   | Tabela de classificação   | Tabela de classificação   |
| C.                      | Time                    | PG                        | J                         | V                         | E                         | D                         | GP                        | GC                        | SG                        |
| ----------------------- | ----------------------- | ------------------------- | ------------------------- | ------------------------- | ------------------------- | ------------------------- | ------------------------- | ------------------------- | ------------------------- |
| 1                       | Ituano                  | 32                        | 18                        | 10                        | 2                         | 6                         | 27                        | 23                        | +4                        |
| 2                       | Santo André             | 26                        | 18                        | 8                         | 3                         | 8                         | 27                        | 19                        | +8                        |
| 3                       | Botafogo                | 33                        | 18                        | 10                        | 3                         | 5                         | 34                        | 25                        | +9                        |
| 4                       | Campinense              | 30                        | 18                        | 10                        | 0                         | 8                         | 27                        | 16                        | +11                       |
| 5                       | RS Futebol              | 29                        | 14                        | 9                         | 2                         | 3                         | 25                        | 15                        | +10                       |
| 6                       | Bragantino              | 23                        | 12                        | 7                         | 2                         | 3                         | 20                        | 15                        | +5                        |
| 7                       | Palmas                  | 21                        | 12                        | 6                         | 3                         | 3                         | 22                        | 21                        | +1                        |
| 8                       | Tuna Luso               | 18                        | 12                        | 5                         | 3                         | 4                         | 11                        | 10                        | +1                        |
| 9                       | Cabofriense             | 21                        | 12                        | 6                         | 3                         | 3                         | 17                        | 12                        | +5                        |
| 10                      | Confiança               | 21                        | 12                        | 7                         | 0                         | 5                         | 13                        | 14                        | -1                        |
| 11                      | CFZ                     | 20                        | 10                        | 6                         | 2                         | 2                         | 15                        | 6                         | +9                        |
| 12                      | Tupi                    | 20                        | 12                        | 6                         | 2                         | 4                         | 19                        | 13                        | +6                        |
| 13                      | Imperatriz              | 20                        | 6                         | 6                         | 2                         | 2                         | 15                        | 10                        | +5                        |
| 14                      | Itapipoca               | 18                        | 10                        | 5                         | 3                         | 2                         | 12                        | 10                        | +2                        |
| 15                      | Americano               | 22                        | 10                        | 7                         | 1                         | 2                         | 19                        | 12                        | +7                        |
| 16                      | Olaria                  | 20                        | 8                         | 6                         | 2                         | 2                         | 13                        | 9                         | +4                        |
| 17                      | Rio Branco              | 18                        | 10                        | 5                         | 3                         | 2                         | 13                        | 9                         | +4                        |
| 18                      | Viana                   | 15                        | 8                         | 4                         | 3                         | 1                         | 9                         | 8                         | +1                        |
| 19                      | CENE                    | 15                        | 10                        | 4                         | 3                         | 3                         | 8                         | 7                         | +1                        |
| 20                      | Pelotas                 | 15                        | 10                        | 4                         | 3                         | 3                         | 10                        | 12                        | -2                        |
| 21                      | União Bandeirante       | 14                        | 10                        | 4                         | 2                         | 4                         | 10                        | 10                        | 0                         |
| 22                      | Botafogo                | 12                        | 8                         | 3                         | 3                         | 2                         | 7                         | 9                         | -2                        |
| 23                      | Rio Branco              | 11                        | 8                         | 3                         | 2                         | 3                         | 10                        | 8                         | +2                        |
| 24                      | Guarany                 | 11                        | 8                         | 2                         | 5                         | 1                         | 10                        | 8                         | +2                        |
| 25                      | Sergipe                 | 11                        | 8                         | 3                         | 2                         | 3                         | 12                        | 11                        | +1                        |
| 26                      | Ituiutaba               | 11                        | 8                         | 3                         | 2                         | 3                         | 10                        | 11                        | -1                        |
| 27                      | Chapadão                | 10                        | 8                         | 2                         | 4                         | 2                         | 7                         | 6                         | +1                        |
| 28                      | ASA                     | 9                         | 8                         | 2                         | 3                         | 3                         | 7                         | 9                         | -2                        |
| 29                      | Ipatinga                | 16                        | 8                         | 5                         | 1                         | 2                         | 11                        | 6                         | +5                        |
| 30                      | Juazeiro                | 15                        | 8                         | 5                         | 0                         | 3                         | 12                        | 6                         | +6                        |
| 31                      | Nacional                | 15                        | 8                         | 4                         | 3                         | 1                         | 11                        | 6                         | +5                        |
| 32                      | União Barbarense        | 15                        | 8                         | 4                         | 3                         | 1                         | 11                        | 7                         | +4                        |
| 33                      | Estrela do Norte        | 14                        | 8                         | 4                         | 2                         | 2                         | 8                         | 9                         | -1                        |
| 34                      | Goytacaz                | 13                        | 8                         | 4                         | 1                         | 3                         | 9                         | 7                         | +2                        |
| 35                      | Sousa                   | 12                        | 6                         | 4                         | 0                         | 2                         | 7                         | 7                         | 0                         |
| 36                      | Sertãozinho             | 11                        | 6                         | 3                         | 2                         | 1                         | 10                        | 10                        | 0                         |
| 37                      | Macaé                   | 11                        | 8                         | 3                         | 2                         | 3                         | 9                         | 9                         | 0                         |
| 38                      | Comercial               | 11                        | 8                         | 3                         | 2                         | 3                         | 6                         | 10                        | -4                        |
| 39                      | Flamengo                | 10                        | 6                         | 3                         | 1                         | 2                         | 10                        | 6                         | +4                        |
| 40                      | Tocantinópolis          | 10                        | 6                         | 3                         | 1                         | 2                         | 13                        | 11                        | +2                        |
| 41                      | Atlético Sorocaba       | 10                        | 6                         | 3                         | 1                         | 2                         | 6                         | 4                         | +2                        |
| 42                      | Cuiabá                  | 10                        | 6                         | 3                         | 1                         | 2                         | 10                        | 9                         | +1                        |
| 43                      | Internacional           | 10                        | 6                         | 3                         | 1                         | 2                         | 6                         | 5                         | +1                        |
| 44                      | Treze                   | 10                        | 6                         | 3                         | 1                         | 2                         | 6                         | 9                         | -3                        |
| 45                      | Caxias FC               | 9                         | 6                         | 2                         | 3                         | 1                         | 11                        | 10                        | +1                        |
| 46                      | Atlético Roraima        | 9                         | 6                         | 3                         | 0                         | 3                         | 9                         | 10                        | -1                        |
| 47                      | Friburguense            | 8                         | 6                         | 2                         | 2                         | 2                         | 6                         | 5                         | +2                        |
| 48                      | Atlético                | 8                         | 6                         | 2                         | 2                         | 2                         | 9                         | 9                         | 0                         |
| 49                      | Chapadinha              | 8                         | 6                         | 2                         | 2                         | 2                         | 5                         | 5                         | 0                         |
| 50                      | ABC                     | 8                         | 6                         | 2                         | 2                         | 2                         | 6                         | 7                         | -1                        |
| 51                      | River                   | 7                         | 6                         | 2                         | 1                         | 2                         | 5                         | 4                         | +1                        |
| 52                      | CSA                     | 6                         | 6                         | 1                         | 3                         | 2                         | 11                        | 12                        | -1                        |
| 53                      | Volta Redonda           | 5                         | 6                         | 1                         | 2                         | 3                         | 7                         | 5                         | +2                        |
| 54                      | Sampaio Corrêa          | 5                         | 6                         | 1                         | 2                         | 3                         | 4                         | 7                         | -3                        |
| 55                      | Uberlândia              | 5                         | 6                         | 1                         | 2                         | 3                         | 4                         | 10                        | -6                        |
| 56                      | Ulbra                   | 4                         | 6                         | 0                         | 4                         | 2                         | 5                         | 7                         | -2                        |
| 57                      | Rio Branco              | 10                        | 6                         | 3                         | 1                         | 2                         | 8                         | 8                         | 0                         |
| 58                      | Operário                | 8                         | 6                         | 2                         | 2                         | 2                         | 6                         | 5                         | +1                        |
| 59                      | Portuguesa              | 8                         | 6                         | 2                         | 2                         | 2                         | 10                        | 10                        | 0                         |
| 60                      | Desportiva              | 7                         | 6                         | 2                         | 1                         | 3                         | 9                         | 9                         | 0                         |
| 61                      | Itabaiana               | 7                         | 6                         | 2                         | 1                         | 3                         | 6                         | 6                         | 0                         |
| 62                      | São José                | 7                         | 6                         | 2                         | 1                         | 3                         | 5                         | 7                         | -2                        |
| 63                      | America                 | 7                         | 6                         | 2                         | 1                         | 3                         | 5                         | 7                         | -3                        |
| 64                      | Grêmio Maringá          | 5                         | 6                         | 1                         | 2                         | 3                         | 7                         | 8                         | -1                        |
| 65                      | Central                 | 4                         | 4                         | 1                         | 1                         | 2                         | 5                         | 4                         | +1                        |
| 66                      | Francana                | 4                         | 4                         | 1                         | 1                         | 2                         | 4                         | 4                         | 0                         |
| 67                      | Taveirópolis            | 4                         | 6                         | 1                         | 1                         | 4                         | 8                         | 9                         | -1                        |
| 68                      | Catuense                | 4                         | 4                         | 1                         | 1                         | 2                         | 6                         | 7                         | -1                        |
| 69                      | São Gonçalo FC          | 4                         | 4                         | 1                         | 1                         | 2                         | 4                         | 5                         | -1                        |
| 70                      | XV de Novembro          | 4                         | 4                         | 1                         | 1                         | 2                         | 2                         | 3                         | -1                        |
| 71                      | Rio Negro               | 4                         | 6                         | 1                         | 1                         | 4                         | 10                        | 12                        | -2                        |
| 72                      | Jaciara                 | 4                         | 4                         | 1                         | 1                         | 2                         | 5                         | 7                         | -2                        |
| 73                      | Santa Inês              | 4                         | 4                         | 1                         | 1                         | 2                         | 4                         | 6                         | -2                        |
| 74                      | Uberaba                 | 4                         | 4                         | 1                         | 1                         | 2                         | 3                         | 5                         | -2                        |
| 75                      | Rio Branco              | 4                         | 4                         | 1                         | 1                         | 2                         | 2                         | 5                         | -3                        |
| 76                      | Iraty                   | 4                         | 6                         | 1                         | 1                         | 4                         | 5                         | 9                         | -4                        |
| 77                      | CFA                     | 4                         | 6                         | 1                         | 1                         | 4                         | 4                         | 11                        | -7                        |
| 78                      | Lagartense              | 4                         | 6                         | 1                         | 1                         | 3                         | 4                         | 11                        | -7                        |
| 79                      | Marcílio Dias           | 3                         | 4                         | 0                         | 3                         | 1                         | 3                         | 4                         | -1                        |
| 80                      | Bangu                   | 3                         | 6                         | 0                         | 3                         | 3                         | 4                         | 8                         | -4                        |
| 81                      | Serra                   | 3                         | 6                         | 0                         | 3                         | 3                         | 2                         | 8                         | -6                        |
| 82                      | Portuguesa Santista     | 3                         | 4                         | 1                         | 0                         | 3                         | 1                         | 7                         | -6                        |
| 83                      | Caxiense                | 3                         | 4                         | 1                         | 0                         | 3                         | 1                         | 8                         | -7                        |
| 84                      | Ferroviário             | 2                         | 4                         | 0                         | 2                         | 2                         | 4                         | 6                         | -2                        |
| 85                      | Comercial               | 2                         | 4                         | 0                         | 2                         | 2                         | 4                         | 6                         | -2                        |
| 86                      | Anápolis                | 2                         | 4                         | 0                         | 2                         | 2                         | 7                         | 10                        | -3                        |
| 87                      | Brasil                  | 2                         | 6                         | 0                         | 2                         | 4                         | 7                         | 12                        | -5                        |
| 88                      | Ypiranga                | 1                         | 4                         | 0                         | 1                         | 3                         | 4                         | 8                         | -4                        |
| 89                      | Goiatuba                | 1                         | 4                         | 0                         | 1                         | 3                         | 3                         | 7                         | -4                        |
| 90                      | Villa Nova              | 1                         | 6                         | 0                         | 1                         | 5                         | 2                         | 11                        | -9                        |
| 91                      | Maranhão                | 0                         | 4                         | 0                         | 0                         | 4                         | 1                         | 5                         | -4                        |
| 92                      | Corinthians             | 0                         | 4                         | 0                         | 0                         | 4                         | 1                         | 6                         | -5                        |
| 93                      | Rio Branco              | 0                         | 6                         | 0                         | 0                         | 6                         | 5                         | 15                        | -10                       |
| NP                      | Parnahyba SC            | Desistiram de participar. | Desistiram de participar. | Desistiram de participar. | Desistiram de participar. | Desistiram de participar. | Desistiram de participar. | Desistiram de participar. | Desistiram de participar. |
| NP                      | Guaxupé                 | Desistiram de participar. | Desistiram de participar. | Desistiram de participar. | Desistiram de participar. | Desistiram de participar. | Desistiram de participar. | Desistiram de participar. | Desistiram de participar. |

| PG – Pontos ganhos; J – Jogos disputados; V - Vitórias; E - Empates; D - Derrotas; GP – Gols pró; GC – Gols contra; SG – Saldo de gols |

Classificação
|  |                             |
|  | Campeão                     |
|  | Vice-campeão                |
|  | Eliminados na Fase Final    |
|  | Eliminados na Quinta Fase   |
|  | Eliminados na Quarta Fase   |
|  | Eliminados na Terceira Fase |
|  | Eliminados na Segunda Fase  |
|  | Eliminados na Primeira Fase |